# Зиедоньдарзс
Зи́едоньдарзс (латыш. Ziedoņdārzs) — парк в Риге, расположенный на стыке Центрального района с историческими районами Авоты и Гризинькалнс. Примыкает к одной из главных городских транспортных магистралей — улице Александра Чака.

## История
До начала 1930-х годов на месте парка находились артиллерийские казармы, интендантский склад и ремонтные мастерские. В 1930-е годы эти здания снесли, а на пустыре оборудовали каток, карусели и другие аттракционы. В летние месяцы на углу улиц Марияс и Артилерияс выступал зоологический цирк «Конрадо», зверинец которого в то время насчитывал около 200 животных.
В 1937—1939 годах на пустыре был разбит парк с детской игровой площадкой, розарием, фонтаном, бассейном и павильоном. Планировка парка была разработана под руководством директора рижских садов и парков Андрея Зейдакса. Ему же принадлежит идея назвать новый парк Зиедоньдарзс, что означает — «цветущий сад», «весенний сад».
По замыслу создателей, парк сочетает в себе как элементы регулярной планировки, так и оригинальные пейзажные решения. Главными ландшафтными особенностями парка являются обширные газоны и большое количество многолетников, разбитых Зейдаксом по отдельным группам, а также аккуратно подстриженные живые изгороди. Вдоль главной аллеи городского паркового комплекса были высажены цилиндрически подстриженные липы. Парковую перспективу органически завершает площадка, увенчанная богато декорированным фонтаном (открыт в 1939 году). Авторами комплексной композиции фонтана и площадки являются латвийский скульптор Марта Ланге (1903—1985) и архитектор Волдемар Закис.

Памятник Александру Чаку

В советский период парк Зиедоньдарзс получил официальный статус парка культуры и отдыха.
В 1981 году в парке был открыт памятник латышскому поэту, основоположнику национального футуризма и основателю урбанистического направления в латышской поэтической традиции Александру Чаку. Авторы памятника — скульптор Луция Жургина и архитектор Ольгертс Остенберг.

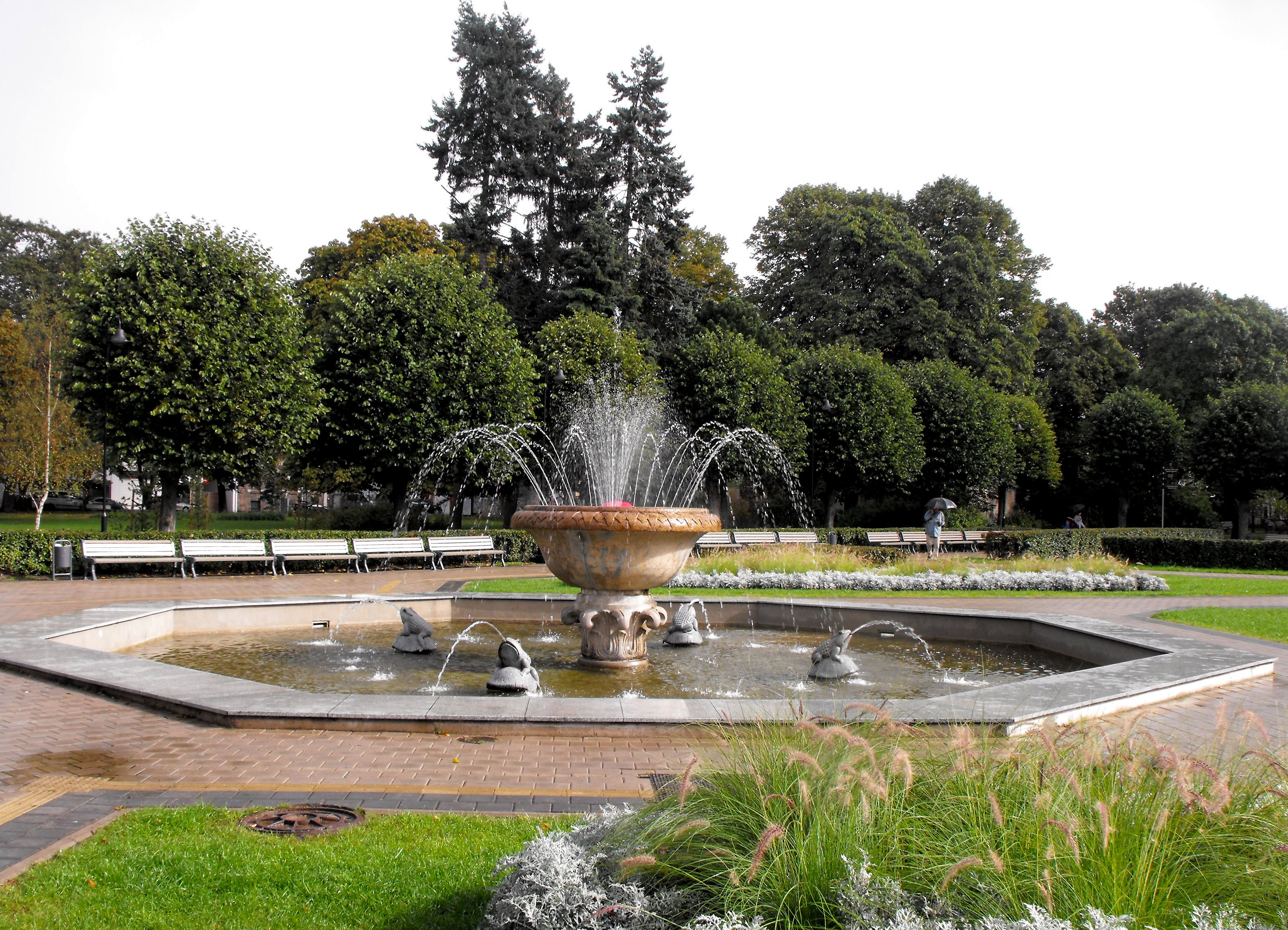
Фонтан парка

## Современное состояние
В 2007—2008 гг. в очередной раз было проведено благоустройство парка: отремонтирован фонтан, восстановлен павильон, реконструирована детская площадка, вымощены декоративной плиткой аллеи, установлены новые скамейки.
В настоящее время в парке Зиедоньдарзс произрастает 10 местных пород древесных растений, однако особый высокий статус этому парку придаёт наличие 62 интродуцированных древесных видов, в числе которых можно отметить такие породы, как карагана древовидная и веймутова сосна.
Кроме главного входа, в парк ведут боковые входы от улиц Матиса, Александра Чака и Спаргелю.
Находящийся внутри городских кварталов, Зиедоньдарзс является удобным тихим местом отдыха, расположенным непосредственно рядом с важными городскими магистралями.